# San Martín de las Escobas
San Martín de las Escobas is een plaats in de Argentijnse provincie Santa Fe. De plaats telt 2.341 inwoners.